# D.B. Cooper

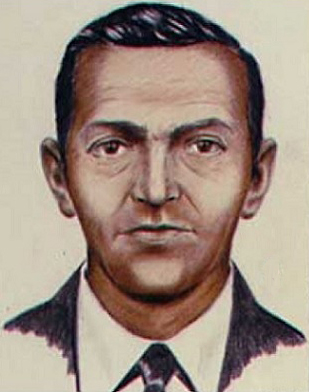
Een FBI-tekening van D.B. Cooper uit 1972

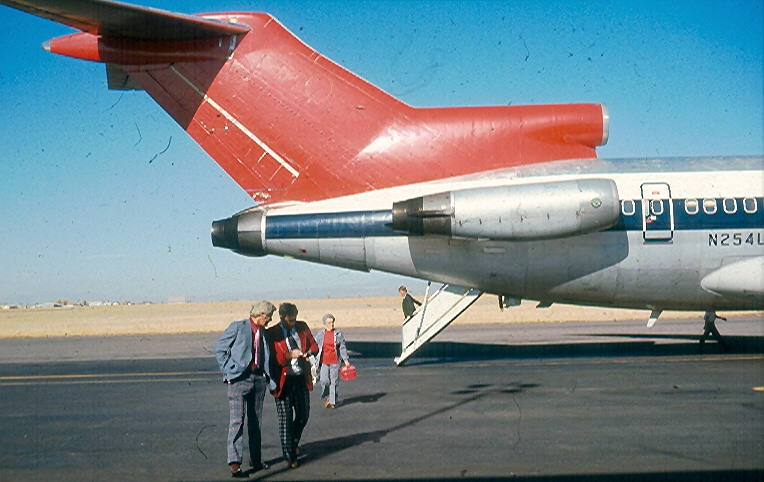
Boeing 727 met de trap aan de achterkant open.

D.B. Cooper is een populaire bijnaam gegeven aan een vliegtuigkaper die verantwoordelijk was voor een van de spectaculairste ontsnappingen in de Amerikaanse geschiedenis.

## Kaping
Op vlucht 305 van Northwest Airlines van Portland naar Seattle op 24 november 1971, een vlucht van een half uur, gebeurde na de start iets opmerkelijks. De passagier op stoel 18C (een man met zonnebril en gekleed in donker pak) gaf een stewardess een briefje met daarop de mededeling dat hij een bom bij zich had. Hij dreigde het vliegtuig, een Boeing 727, op te blazen als hij niet 200.000 dollar ($1.520.000 in 2024) en vier parachutes kreeg. De man had zijn vliegticket gekocht onder de (schuil)naam Dan Cooper.
Nadat hij op Seattle-Tacoma International Airport het geld en de parachutes had ontvangen, liet hij de 36 passagiers en twee bemanningsleden van het vliegtuig vrij. Vervolgens gaf hij aan de piloot de opdracht om naar Mexico te vliegen. Achtervolgd door straaljagers van de Amerikaanse luchtmacht zette het vliegtuig koers in die richting. Boven het zuidwesten van de staat Washington, op ongeveer 3,5 km hoogte, bij een windsnelheid van 41,15 m/s en tijdens een zeer koude regen, liep Cooper naar de uitgang achter in het vliegtuig en sprong hij met twee parachutes naar beneden. Het was avond en een van de parachutes was een dichtgenaaid trainingsexemplaar.
De Amerikaanse overheid begon hierop een grote zoekactie. Vijf maanden lang was zowel de FBI als de lokale politie naar Cooper op zoek in het gebied waar hij geland zou moeten zijn.

## Nasleep

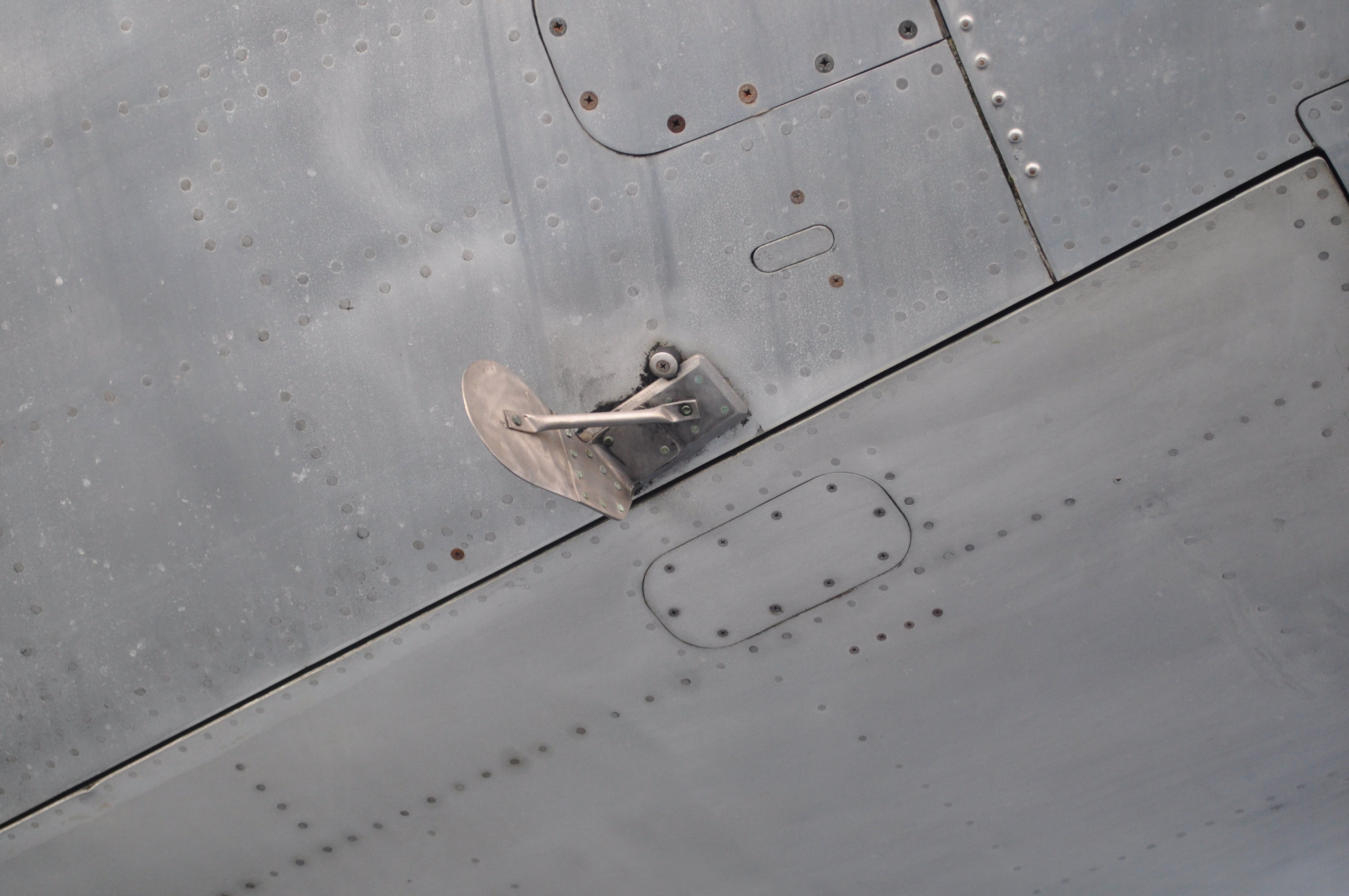
Een Cooper vane aangebracht op een vliegtuig

De afgelopen decennia zijn er meer dan duizend verdachten aan Cooper gekoppeld, maar tot op heden is de ware identiteit van de vliegtuigkaper nooit achterhaald. Voor de sprong deed Cooper zijn stropdas af. In 2007 wist de FBI DNA van deze das veilig te stellen en eventuele verdachten kunnen dus snel worden uitgesloten. De FBI gaat er echter van uit dat Cooper bij de landing is omgekomen. Zijn lichaam is nooit gevonden.
Na soortgelijke gijzelingen in 1972 droeg de Federal Aviation Administration luchtvaartmaatschappijen op om een zogenaamde Cooper vane op de achteringang van Boeing 727's te plaatsen, een mechanische voorziening die voorkomt dat de trap tijdens de vlucht omlaag gebracht kan worden.
In 1980 werd 5880 dollar (294 biljetten van 20 dollar) teruggevonden op de oever van de Columbia door de toen achtjarige Brian Ingram. Als beloning mocht hij de helft van het geld houden.
In 2016 maakte de FBI bekend het onderzoek in de zaak-Cooper te staken.

## Trivia
- De FBI vermoedde dat Cooper zijn schuilnaam Dan Cooper dankte aan de Franstalige Belgische stripreeks Dan Cooper.[1]
- In de Amerikaanse film Without a Paddle uit 2004 gaan drie vrienden op zoek naar Coopers geld en stuiten zij op zijn vermeende stoffelijk overschot.
- In de Amerikaanse fictiereeks Prison Break speelt D.B. Cooper een belangrijke rol. Charles Westmoreland, een medegevangene van het hoofdpersonage Michael Scofield, is Cooper. Kort voordat hij bij zijn ontsnapping uit de gevangenis om het leven komt, verklapt hij aan Michael waar het geld (in de serie vijf miljoen) verborgen ligt. Westmoreland vertelt dat de Amerikaanse regering uit schaamte een lager bedrag in de media heeft gebracht dan wat hij daadwerkelijk buitmaakte.
- In een aflevering van de Amerikaanse televisieserie Renegade krijgt Bobby aanwijzingen over Coopers huidige verblijfplaats en gaat hij naar hem op zoek.
- In een aflevering van de Amerikaanse televisieserie Numb3rs wordt oud-FBI-agent Rodger Bloom, die destijds bij de zaak-Cooper betrokken was, erbij gehaald wanneer bij een mislukte overval bankbiljetten van het losgeld opgedoken zijn.
- In een aflevering van de Amerikaanse televisieserie Leverage wordt niet geheel waarheidsgetrouw een reconstructie gemaakt van de vliegtuigkaping en het daarop volgende politieonderzoek.
- De hoofdpersoon in de Amerikaanse televisieserie Twin Peaks heet Dale Bartholomew Cooper.
- Een van de ansichtkaarten van het spel The Copycat Files verwijst naar D.B. Cooper.
- Cooper wordt genoemd in de Amerikaanse televisieserie Better Call Saul door Huell Babineaux in seizoen 4, aflevering 7.
- Cooper wordt genoemd in de Amerikaanse televisieserie Breaking Bad door Saul Goodman in seizoen 2, aflevering 8 "Better Call Saul".
- In de allereerste aflevering van de Amerikaanse televisieserie Loki wordt geopenbaard dat D.B. Cooper eigenlijk Loki was in zijn jongere jaren. Hij pleegde de vliegtuigkaping omdat hij een weddenschap had verloren van zijn broer Thor. Zwevend in de lucht na zijn sprong uit het vliegtuig teleporteerde Heimdall hem snel terug naar Asgard, waardoor nooit enig spoor van de zogenaamde D.B. Cooper op Aarde is teruggevonden.